# 마크 15 핵폭탄
마크 15 핵폭탄(Mark 15 Nuclear Bomb)은 미국의 경량 수소폭탄이다.

## 폭발
- Castle Nectar 핵실험에서 1.69메가톤을 기록하였다.련에  이용하여 Mk15 수소폭탄을 비키니 섬에 투하하여 폭발시키는 Redwing Cherokee 실험이 실시되었는데 이때 3.8메가톤을 기록하였다.

## 같이 보기
- 핵무기 목록
- 레드윙 작전